# 特集・なんでも追跡
『特集・なんでも追跡』（とくしゅうなんでもついせき）は、1987年5月5日から同年9月22日までテレビ東京系列局で放送されていたテレビ東京製作の教養番組である。全17回。放送時間は毎週火曜 20:00 - 20:54 （日本標準時）。
各回のテーマに即した物と、それらに関係する人物を紹介していた。

## テーマ
1. ウナギのかばやき
2. 天丼
3. ミンク
4. ハンバーグ
5. 冷し中華
6. ワニ
7. 模造品（カニかまぼこなど）
8. フカヒレ
9. マグロ
10. そば
11. パチンコ
12. ニンジン
13. 生簀養殖
14. 江戸前
15. カツオ
16. 模造品・その2
17. 東京都電